# Kieneck (Gemeinde Ramsau)
Kieneck ist eine Ortschaft und eine Katastralgemeinde der Gemeinde Ramsau im Bezirk Lilienfeld in Niederösterreich.

## Geschichte
Laut Adressbuch von Österreich war im Jahr 1938 in Kieneck ein Landwirt mit Direktvertrieb ansässig.

## Siedlungsentwicklung
Zum Jahreswechsel 1979/1980 befanden sich in der Katastralgemeinde Kieneck insgesamt 3 Bauflächen mit 856 m² und 2 Gärten auf 1.622 m², 1989/1990 gab es 3 Bauflächen. 1999/2000 war die Zahl der Bauflächen auf 10 angewachsen und 2009/2010 bestanden 7 Gebäude auf 10 Bauflächen.

## Bodennutzung
Die Katastralgemeinde ist landwirtschaftlich geprägt. 39 Hektar wurden zum Jahreswechsel 1979/1980 landwirtschaftlich genutzt und 1.505 Hektar waren forstwirtschaftlich geführte Waldflächen. 1999/2000 wurde auf 24 Hektar Landwirtschaft betrieben und 1.502 Hektar waren als forstwirtschaftlich genutzte Flächen ausgewiesen. Ende 2018 waren 28 Hektar als landwirtschaftliche Flächen genutzt und Forstwirtschaft wurde auf 1.494 Hektar betrieben. Die durchschnittliche Bodenklimazahl von Kieneck beträgt 28,7 (Stand 2010).